# Greg Kelley
Greg Kelley (Boston, Massachusetts, 1973) es un trompetista estadounidense de jazz contemporáneo.

## Historial
Estudió trompeta en el Peabody Conservatory of Music, en Baltimore, donde desarrolló su interés por la música clásica de vanguardia y el jazz. Ha tocado y grabado con un gran número de bandas y músicos de los círculos de vanguardia del jazz de la Costa Este, entre ellos sus propios grupos, "Heathen Shame", "The Undr Quartet" y "BSC". Sus colaboraciones en grabaciones incluyen a músicos como Jandek, Keiji Haino, Donald Miller (Borbetomagus), Anthony Braxton, Kevin Drumm, Christian Wolff, Pauline Oliveros, Joe McPhee y Lionel Marchetti.

## Discografía
- Con Keiko Higuchi y  Tatsuya Nakatani - Exquisite Corpse - Not On Label 1997
- Con Tatsuya Nakatani y Curt Newton - Field Recordings, Volume One: The Birthday - Intransitive Recordings 1999* Trumpet - Meniscus 2000
- Con Paul Flaherty, John Voigt y Laurence Cook - The Ilya Tree - Boxholder Records 2001
- Con Bhob Rainey - Nmperign - Selektion 2001
- Con Jason Lescalleet - Forlorn Green - Erstwhile Records 2001
- Con Paul Flaherty y Chris Corsano - Sannyasi - Wet Paint Music 2002
- Con Axel Dörner, Andrea Neumann y Bhob Rainey - Thanks, Cash - Sedimental 2004
- I Don't Want To Live Forever - Gameboy Records, Little Enjoyer 2005
- The Traditions Of The Past Cannot Be Retrieved - 8mm Records 2006
- Con Alex Neilson - Graveside Doles - Ultra Eczema 2006
- One Hour As Something That Didn't Turn Out The Way I Intended It To - Chocolate Monk 2007
- Con Weasel Walter, Forbes Graham y Paul Flaherty - End Of The Trail - ugEXPLODE 2008
- Religious Electronics - No Fun Productions 2008
- Self-Hate Index - Semata Productions 2008
- Con Hell & Bunny - Burn It Down For The Nails - Editions Brokenresearch 2008
- Con Spencer Yeh y Paul Flaherty - New York Nuts & Boston Beans - Important Records 2009
- Con Alex Neilson - Passport To Satori - Golden Lab Records 2009
- Con Olivia Block - Resolution - Erstwhile Records 2011